# Sande (Vestland)
Sande is een plaats in de Noorse gemeente Sunnfjord in de Noorse provincie Vestland. Sande telt 579 inwoners (2007) en heeft een oppervlakte van 0,64 km². Sande was tot 2020 het bestuurscentrum van de gemeente Gaular, die bij het opheffen van de provincie Sogn og Fjordane fuseerde met Førde, Jølster en Naustdal tot de gemeente Sunnfjord.